# ذات‌باوری
ذات‌باوری یا اصالت جوهر (Essentialism)، از جملهٔ دیدگاه‌ها و نِگره‌های فلسفی است.
ذات‌باوری، دیدگاهی فلسفی است که اعلام می‌کند برخی از ویژگی‌های یک شیء ضروری، و لازمهٔ آن شیء، تغییرناپذیر هستند؛ یعنی شیئی که آن ویژگی‌ها را نداشته باشد، نمی‌توان با آن شیء، این‌همان دانست؛ در مقابل، برخی ویژگی‌های دیگر قابل تغییرند بدون آنکه شیء عوض شود.
همهٔ موجودات دارای ویژگی یا ویژگی‌های ذاتی خود هستند. ویژگی یا بنیاد هر چیز سبب می‌شود که آن چیز همان که هست باشد. در این دیدگاه هیچ چیز بدون ویژگی ذاتی خود نمی‌تواند وجود داشته باشد. هرگاه تعریف از چیزی ویژگی یا ویژگی‌های بنیادین اش را بیان کند در حکم تعریف دقیق، درست و تغییرناپذیر آن چیز خواهد بود.